# Pueblo Irigoyen
Irigoyen o Pueblo Irigoyen es una localidad argentina ubicada en el Departamento San Jerónimo de la provincia de Santa Fe. Se halla entre la ruta provincial 10 y la ruta nacional 11, 5 km al este de Bernardo de Irigoyen; su principal vía de comunicación es la ruta provincial 41S, que la vincula al oeste con Bernardo de Irigoyen y al este con la ruta nacional 11.
Fue fundada en agosto de 1881 en tierras de Bernardo de Irigoyen, con unos 160 inmigrantes italianos provenientes de Vercelli; inicialmente la colonia fue denominada Colonia Vercelli - Irigoyen, pero con el tiempo sólo prosperó la última denominación. Su plaza inicialmente de 4 hectáreas quedó reducida a 1 hectárea, usándose el resto para edificios públicos.

## Población
Cuenta con 1022 habitantes (Indec, 2010), lo que representa un leve descenso frente a los 1053 habitantes (Indec, 2001) del censo anterior.
| Gráfica de evolución demográfica de Irigoyen entre 1991 y 2010 |
|                                                                |
| Fuente: Censos nacionales del INDEC                            |

## Personalidades
- Livio Forchino (1924-2000) Escritor